# 丹尼·麥克
丹尼·麥克（Danny Mac，1988年2月26日—）是英國的一位演員。他最著名的作品是在2011年至2015年在英國第四台電視劇聖橡鎮少年中出演Mark "Dodger" Savage角色。他是切爾西足球俱樂部的支持者。